# Bodíky
Bodíky (in ungherese Nagybodak) è un comune della Slovacchia facente parte del distretto di Dunajská Streda, nella regione di Trnava.